# تيودور جوليوسون
تيودور جوليوسون (بالآيسلندية: Theódór Júlíusson)‏ هو ممثل أيسلندي، ولد في 21 أغسطس 1949.

## وصلات خارجية
- تيودور جوليوسون على موقع IMDb (الإنجليزية)
- تيودور جوليوسون على موقع قاعدة بيانات الأفلام العربية
- تيودور جوليوسون على موقع ألو سيني (الفرنسية)
- تيودور جوليوسون على موقع أول موفي (الإنجليزية)
- تيودور جوليوسون على موقع قاعدة بيانات الأفلام السويدية (السويدية)
- تيودور جوليوسون على موقع قاعدة بيانات الفيلم (الإنجليزية)
- تيودور جوليوسون على موقع كينوبويسك (الروسية)